# ハーディング・ブリッジ
ハーディング・ブリッジ（ベンガル語: হার্ডিঞ্জ ব্রিজ、英: Hardinge Bridge）は、バングラデシュ人民共和国西部のパブナ県パクシーにある、ガンジス川水系パドマ川に架かる鋼製の鉄道橋である。
当橋梁は、1910年から1916年までのインド帝国（現・インド共和国）副王であった、ハーディング卿にちなんで命名されている。
当橋梁の延長は、1.8キロメートル (1.1 mi)である。

## 建設
1910年からスルー・トラス橋の建設が開始されているが、少なくとも20年前には架橋が計画されていた。
当橋梁は1912年に完成し、列車運行のために1915年より供用開始されている。

## 歴史

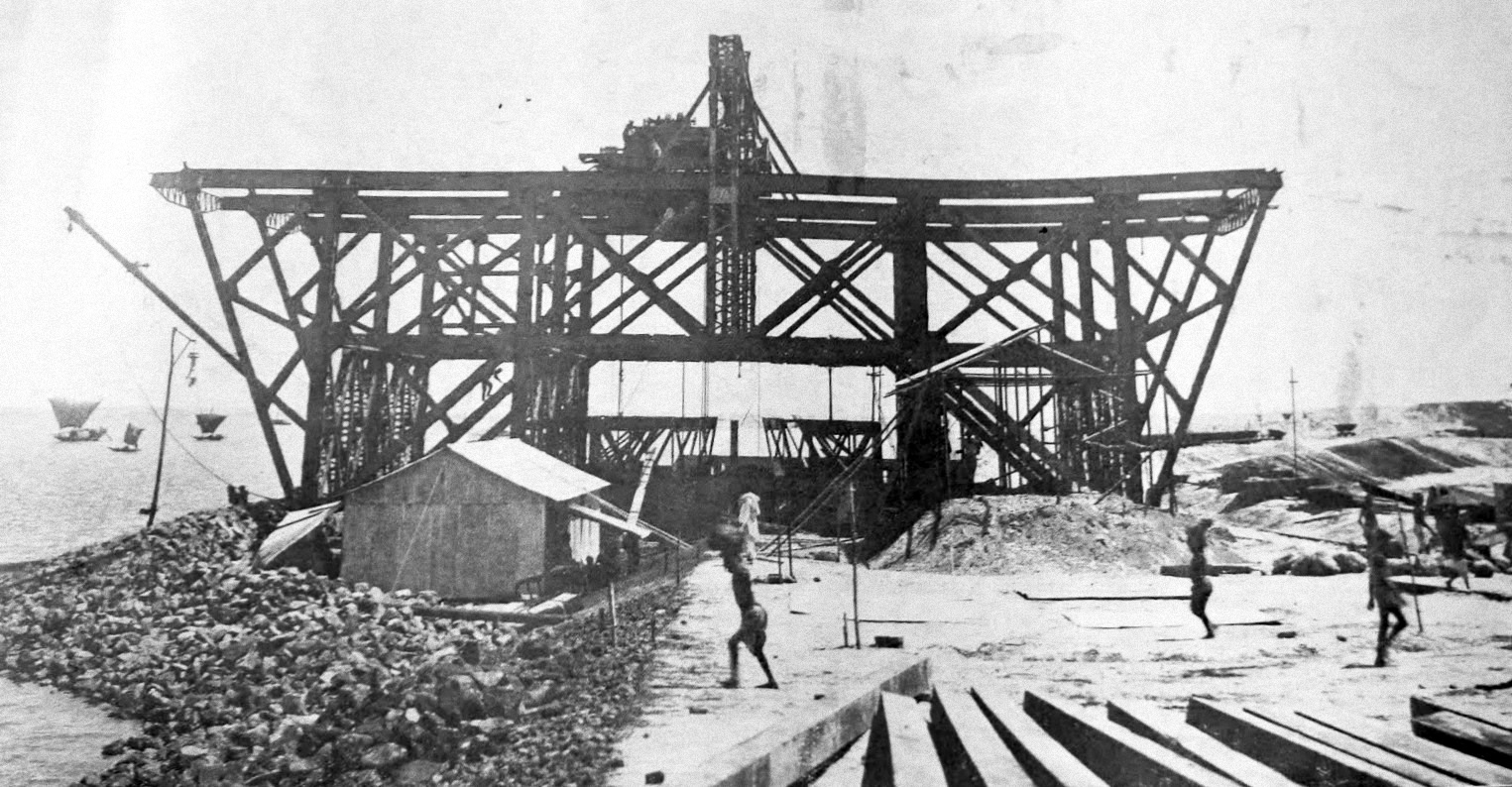
建設中のハーディング・ブリッジ（1910年）

パドマ川に架かる鉄道橋の建設は、カルカッタ（現・コルカタ）、当時のベンガル東部およびアッサム間でより楽な交流が行えるように、1889年にイースタン・ベンガル鉄道によって計画された。
1902年に、Sir FJE Springは当橋梁についての報告書を作成している。
技術委員会は、クルナからParbatipur Upazilaまでの広軌鉄道において、パクシーとBheramara Upazilaの駅間にある、流れの弱いガンジス川が横断しているサラで、当橋梁を建設することができると報告している。
当橋梁の建設は、1910年に起工し、2年後の1912年に竣工した。
当橋梁は、15連の鋼製トラス桁から成っている。
主桁は、「小さい」型に変更されている。
運行上で最も困難な課題は、堤浸食を防ぐために、橋梁の下で永久に川を流れさせることであった。
このために、J・R・ベルにちなんで名付けられた「ベル＝バンディング」型の2つのガイド堤がいずれかの側に建設されており、当橋梁の上流が910メートル (3,000 ft)、下流が300メートル (1,000 ft)とそれぞれ拡張されている。
川岸の端部は内側に湾曲しており、大量に石が積まれている。
ハーディング・ブリッジは、1971年のバングラデシュの独立戦争時にひどく損傷を受けている。
それが起きたのは、同年12月13日に、パクシー側から4連目の桁橋にインド空軍の飛行機が爆弾を落としたときである。
パキスタン陸軍が、ジョソール（彼らの最後の砦）に向かって後退していたため、ハーディング・ブリッジは戦略的に非常に重要であった。
同盟軍も当橋梁に損傷を与えている。
日本政府は、当橋梁の再建時に援助している。
当橋梁は、バングラデシュ人民共和国内で2番目に大きい鉄道橋である。
最近になって、ラロン・シャー橋という名の別の道路橋が、ハーディング・ブリッジの下流側に建設されている。

## ギャラリー

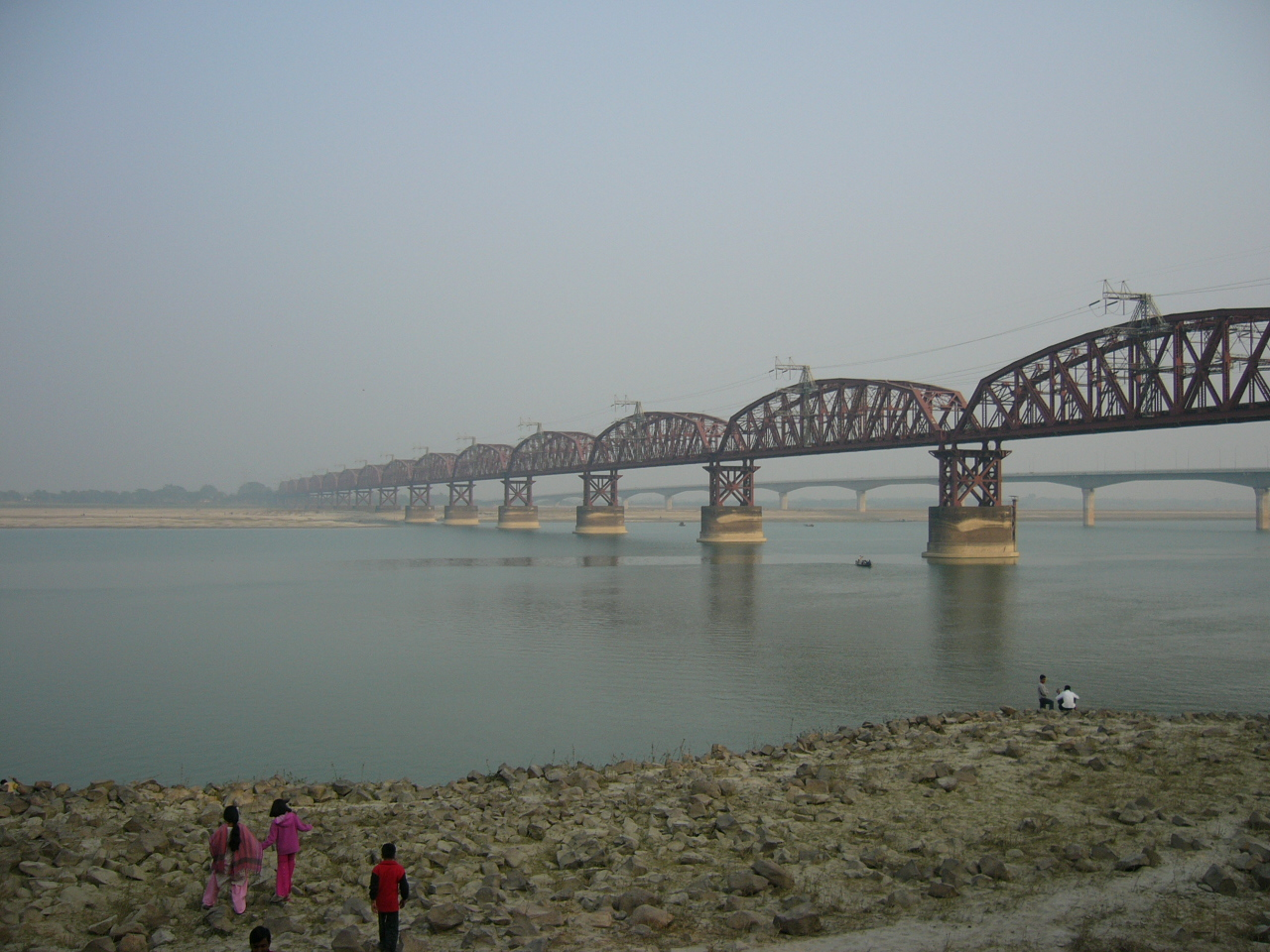
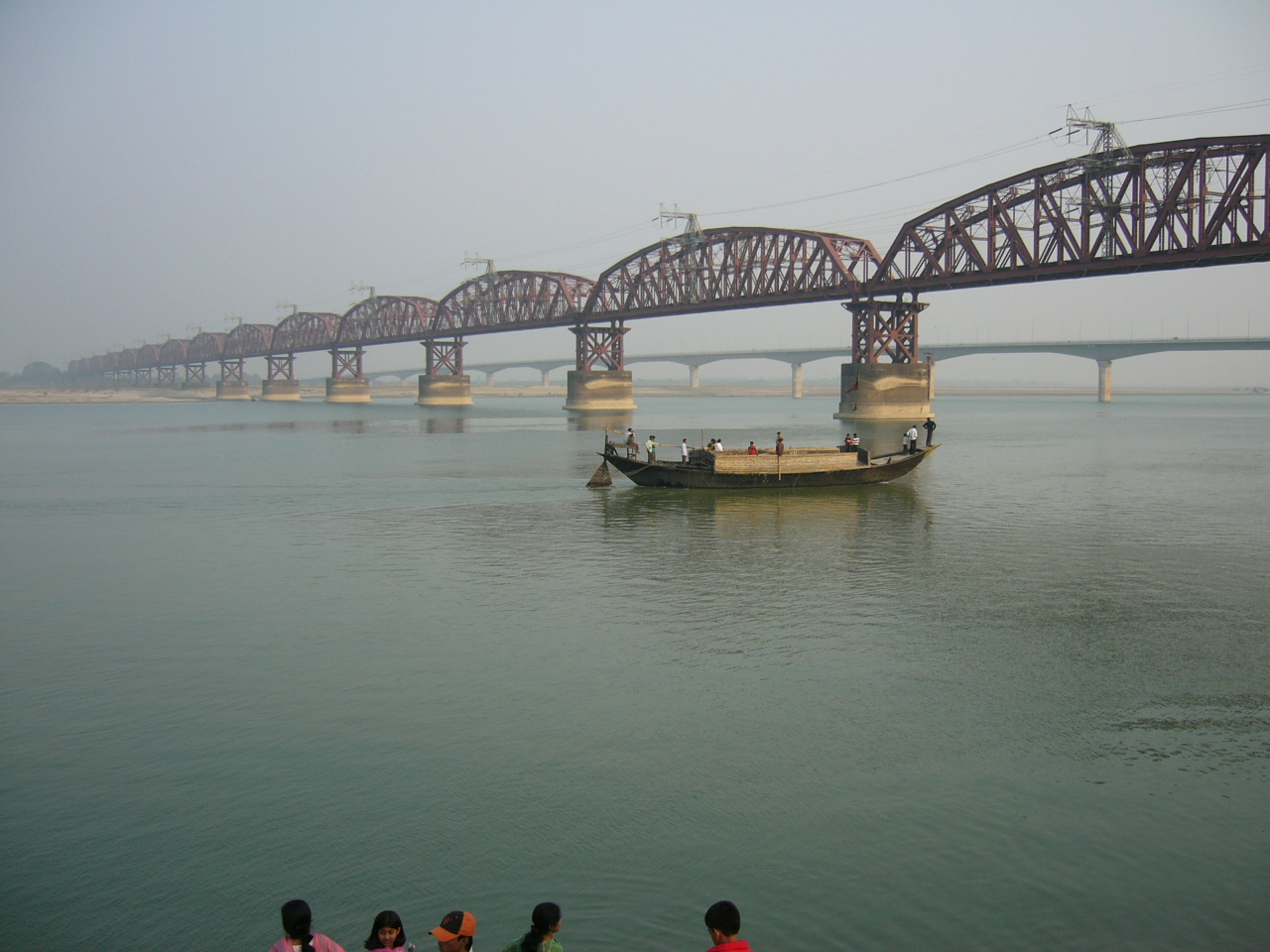
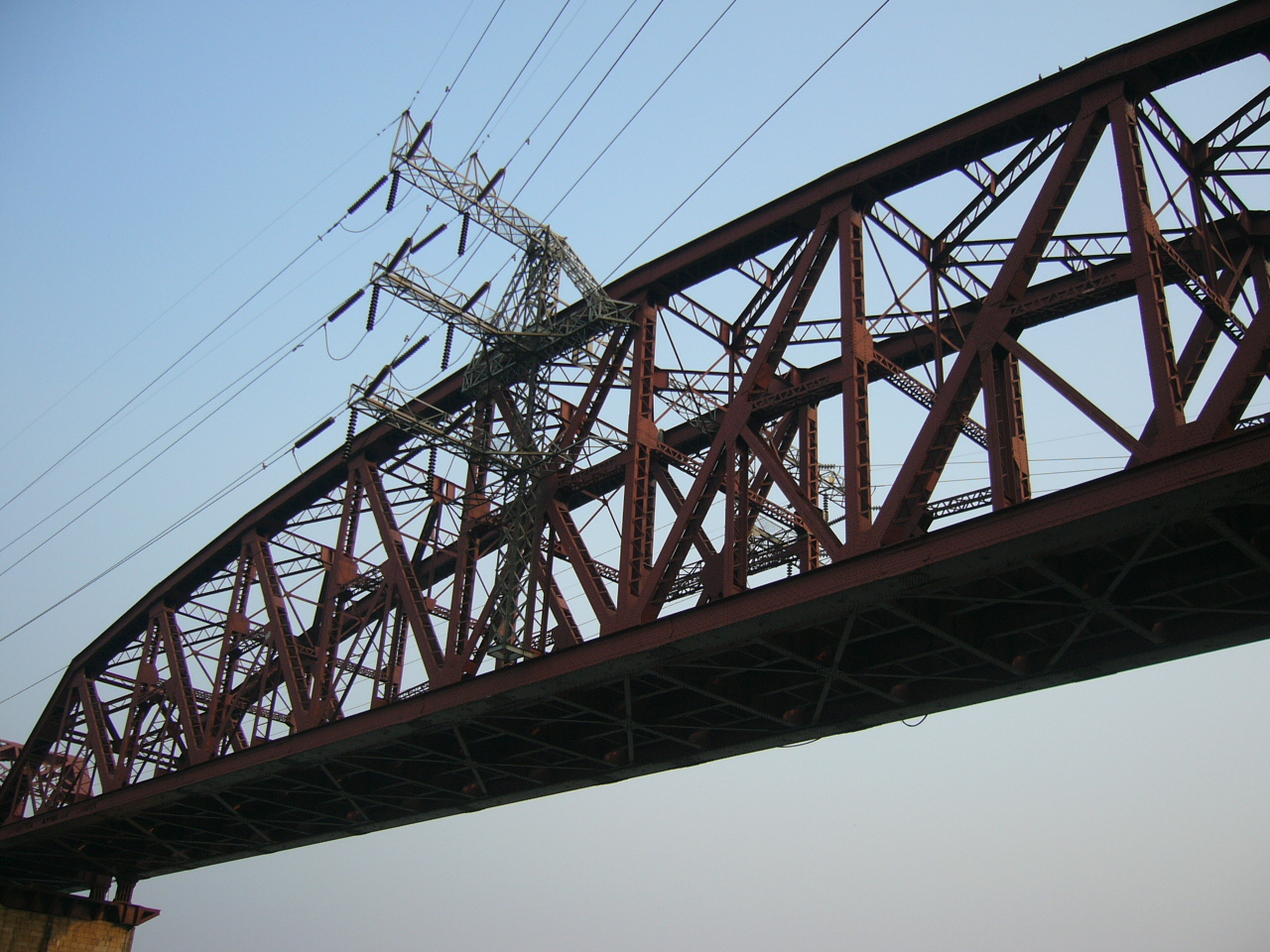
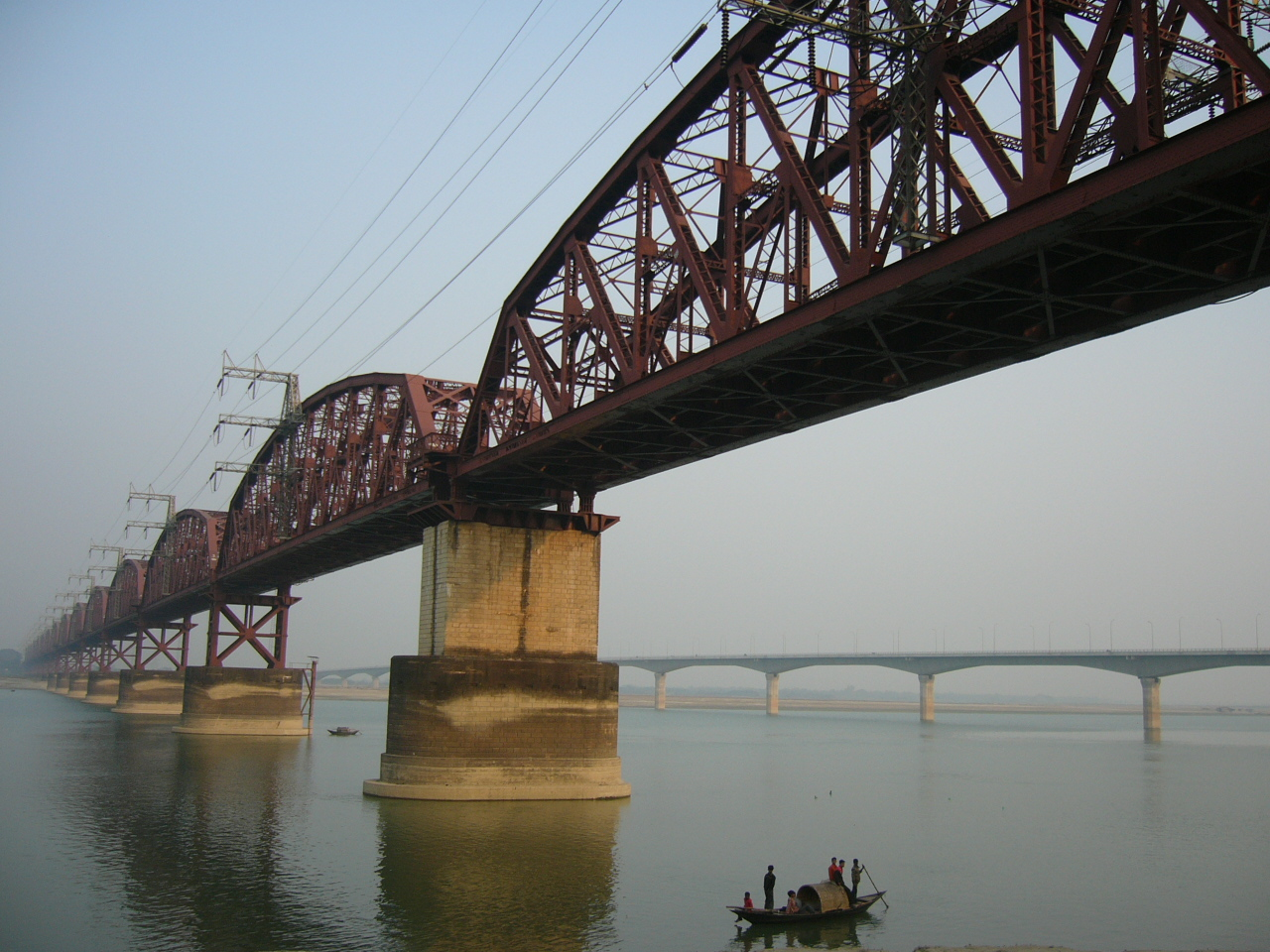
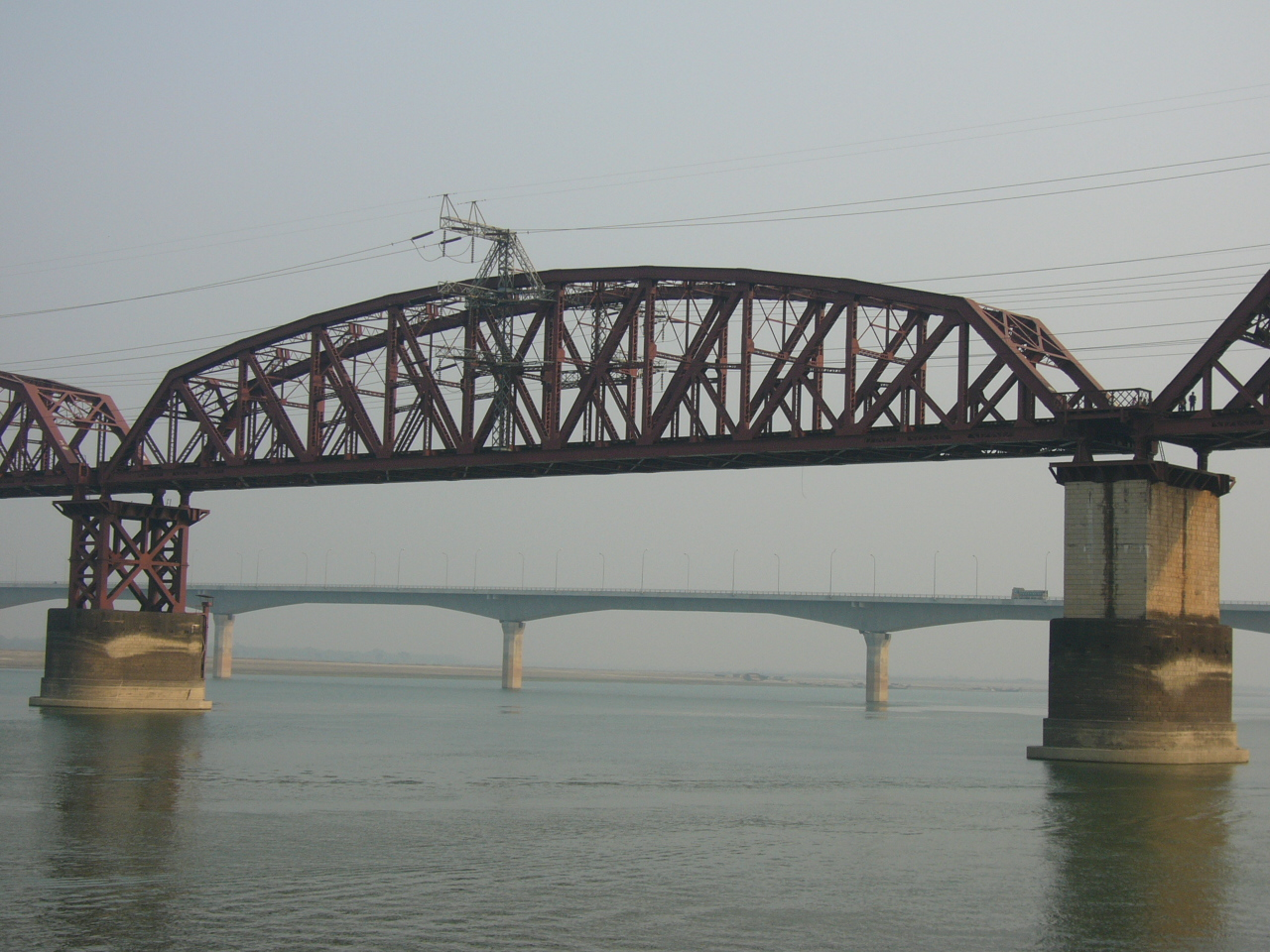
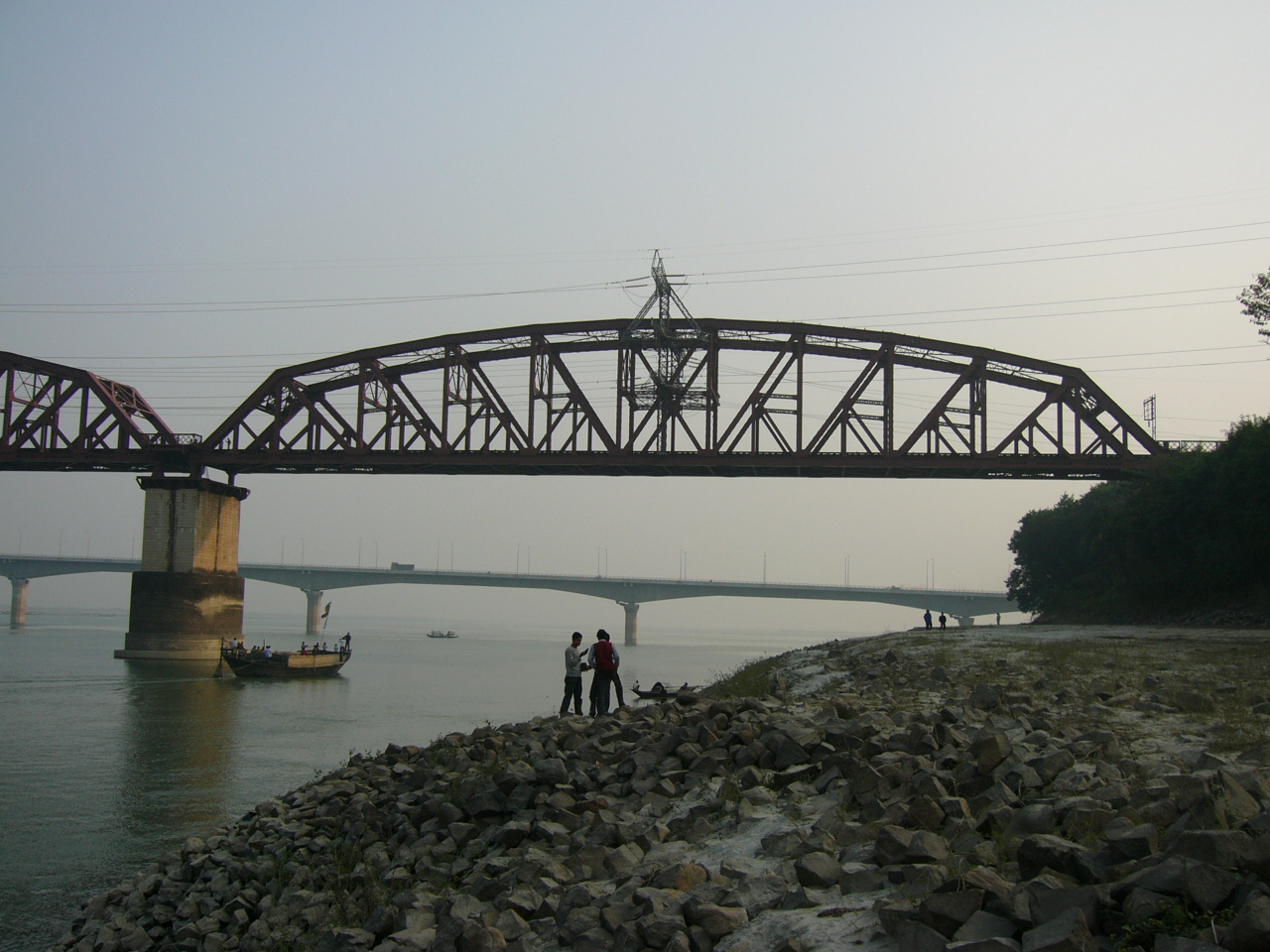
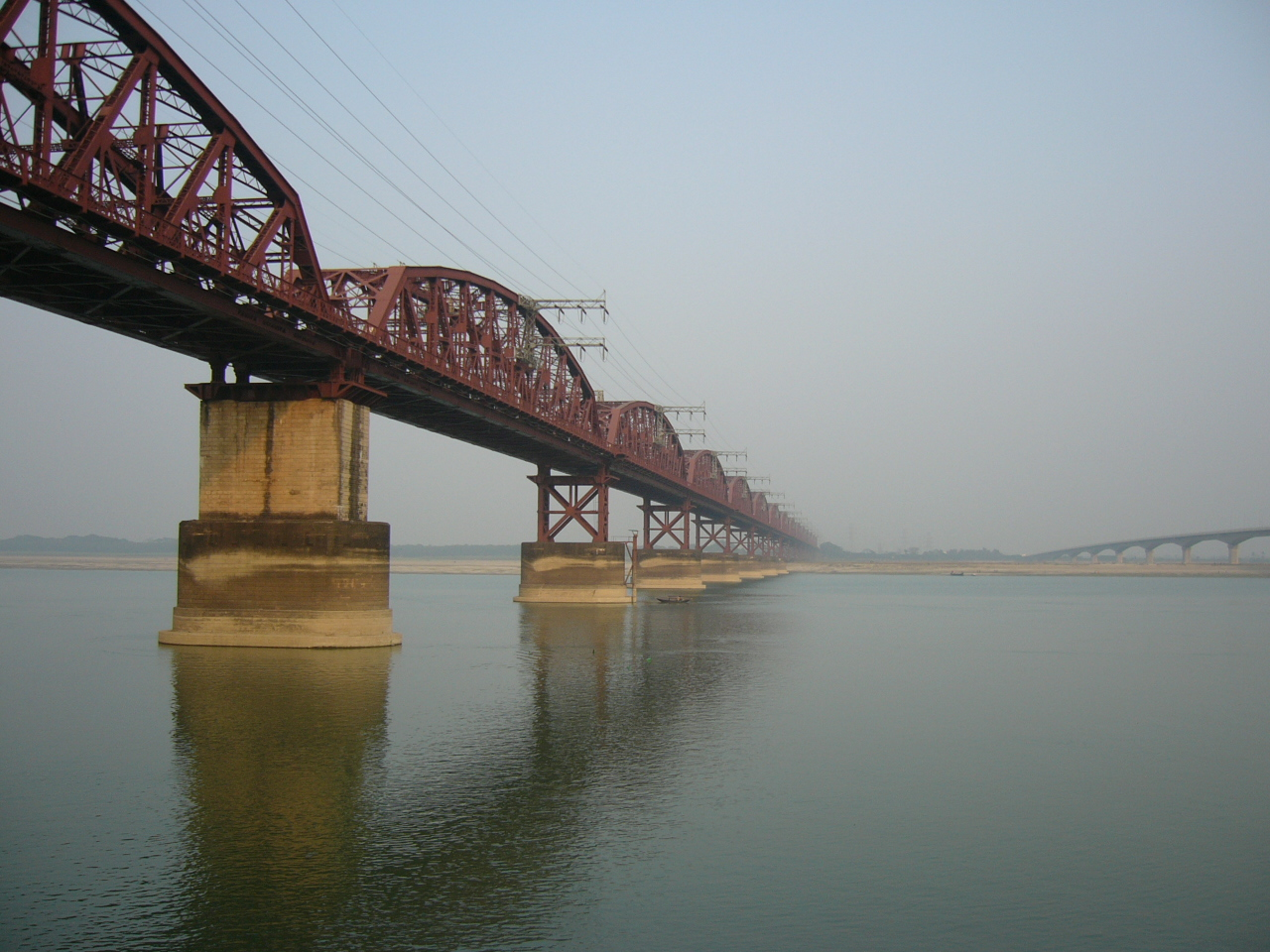
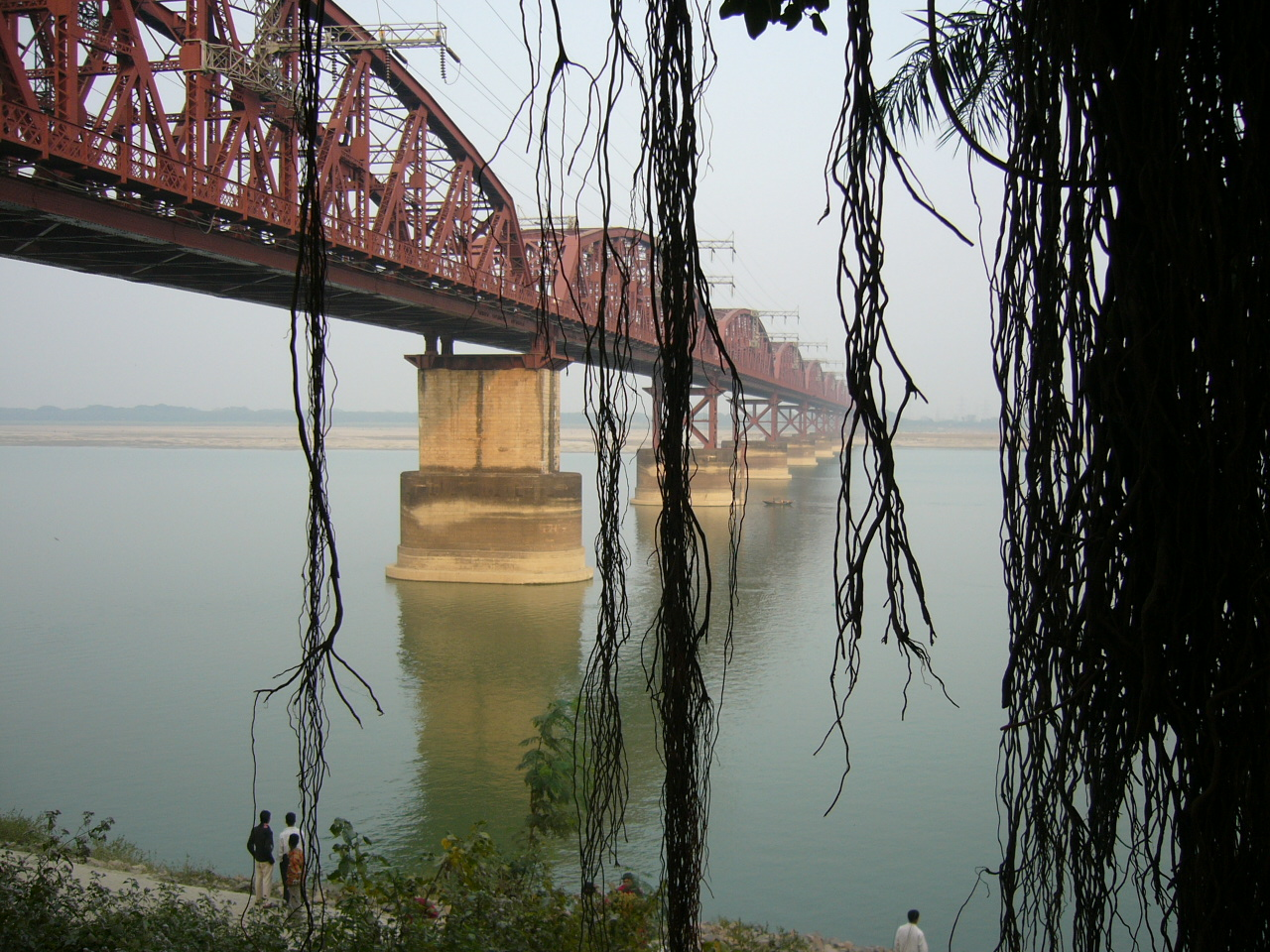
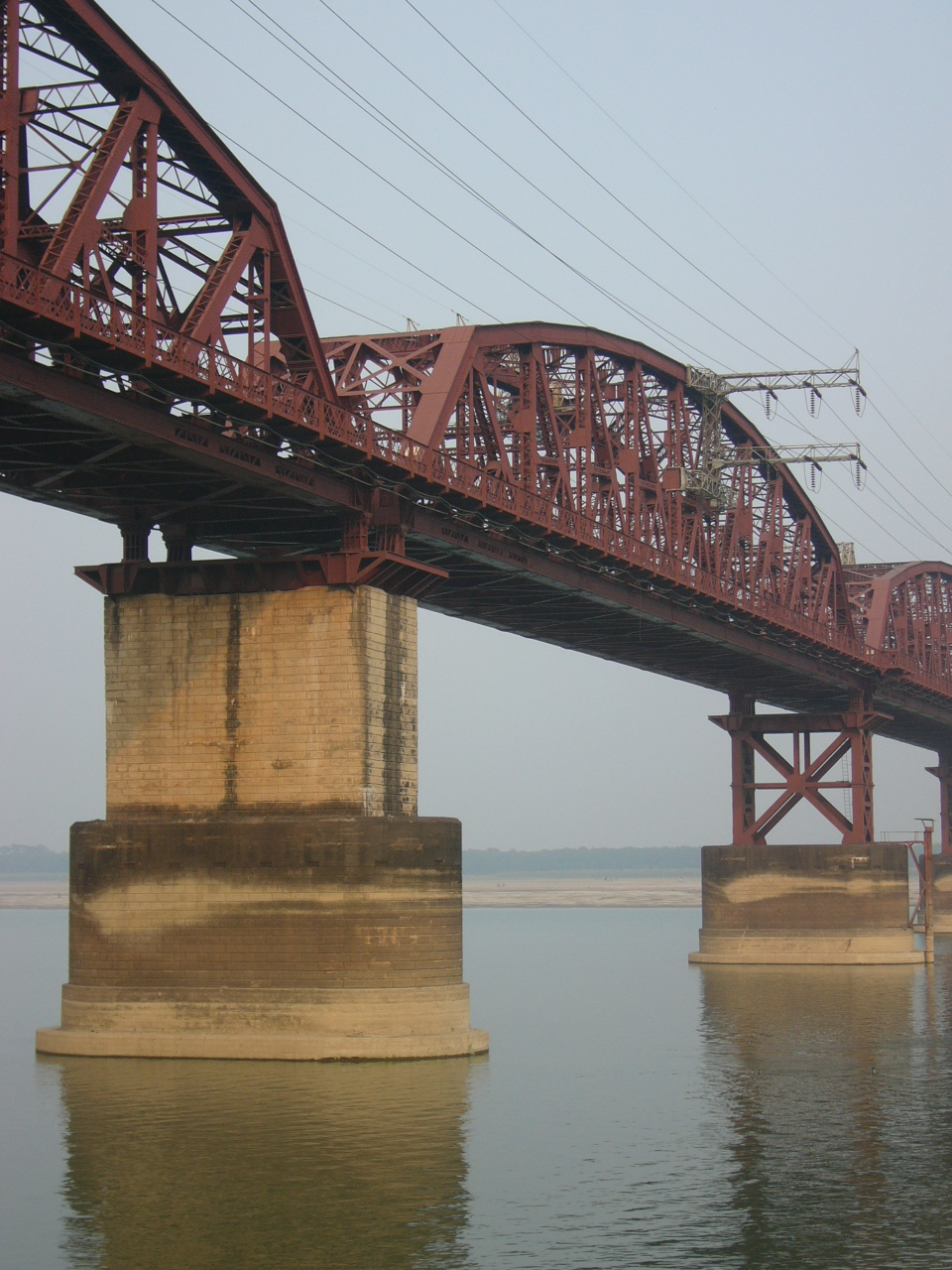
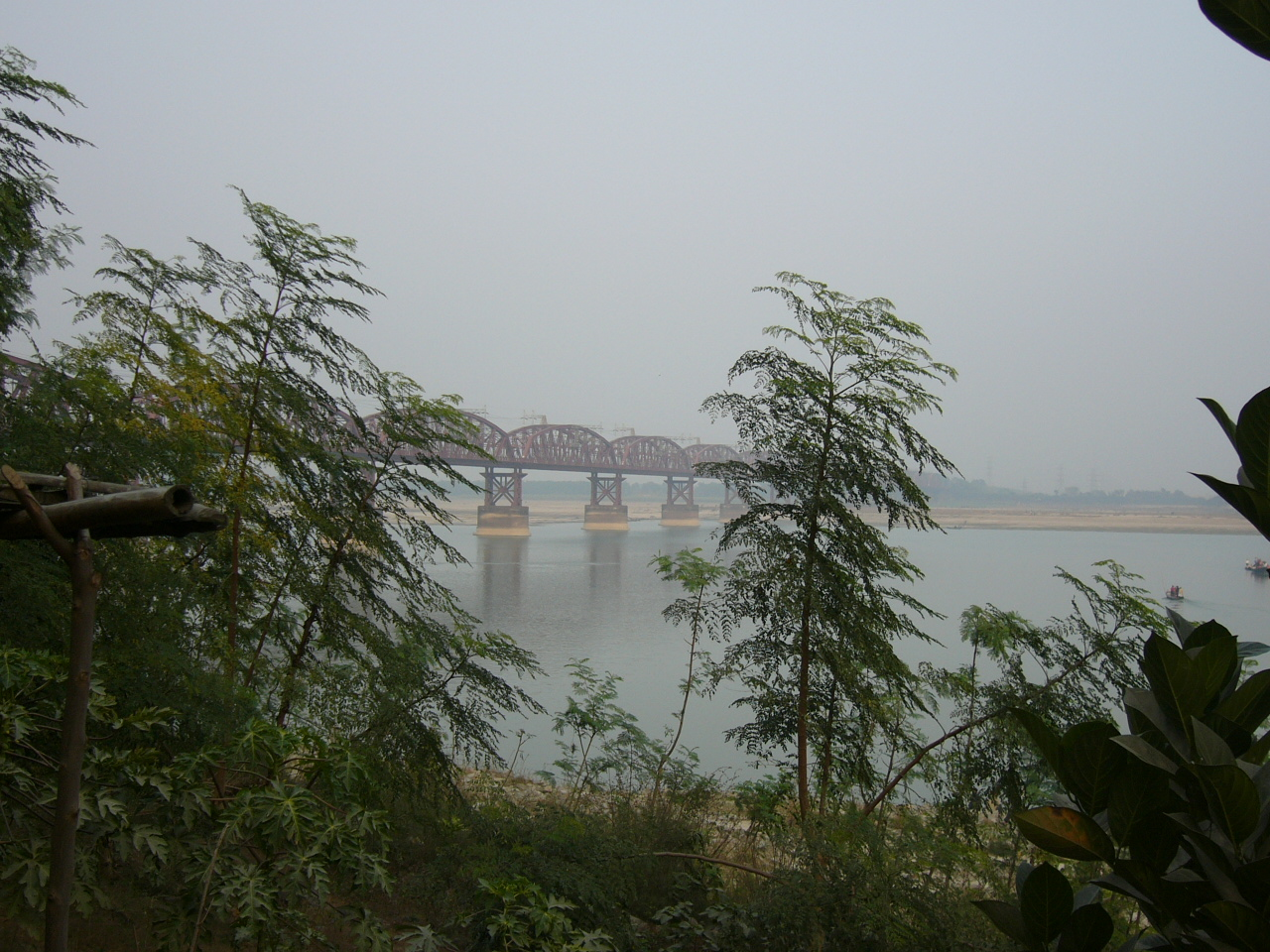
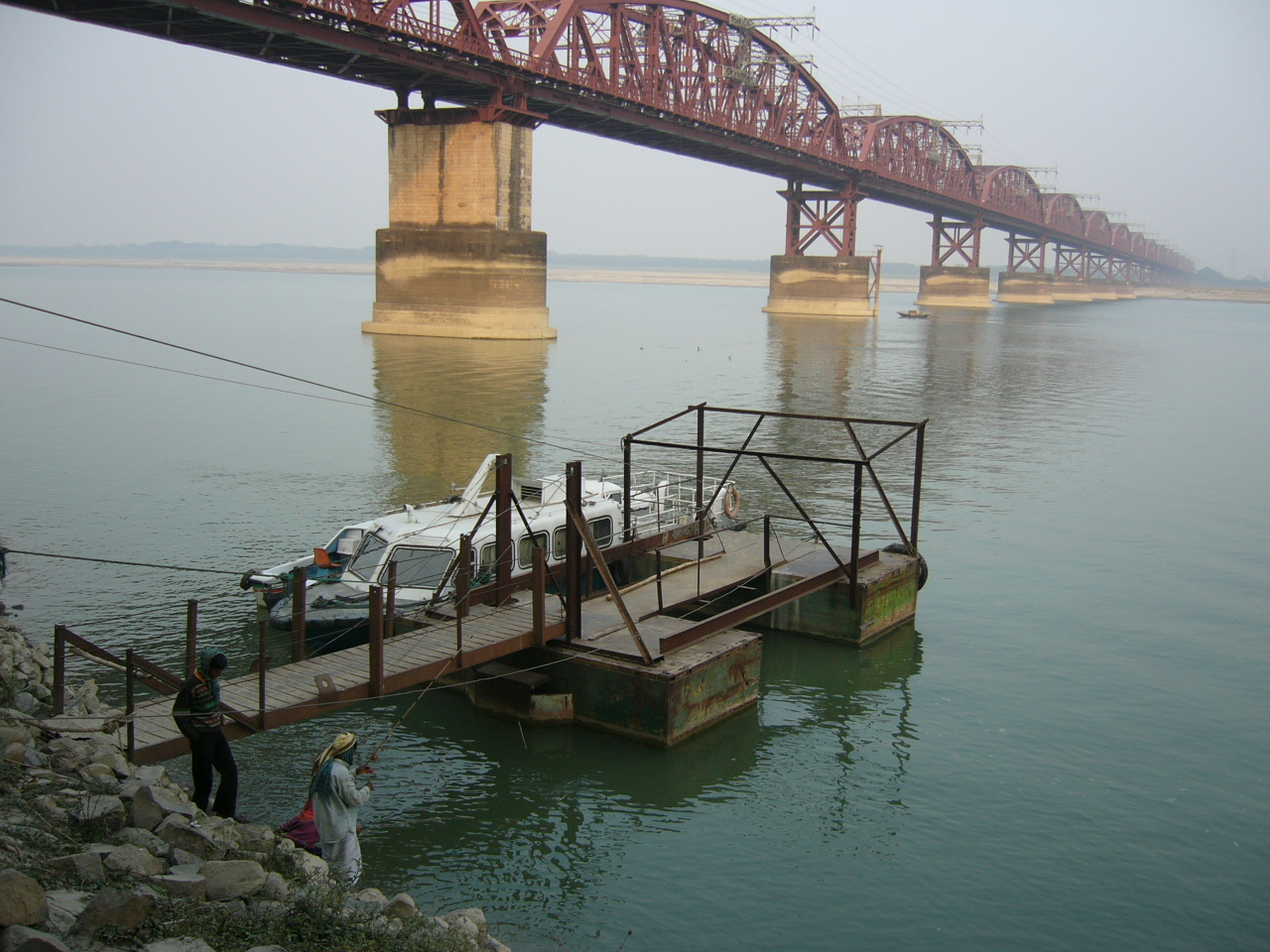
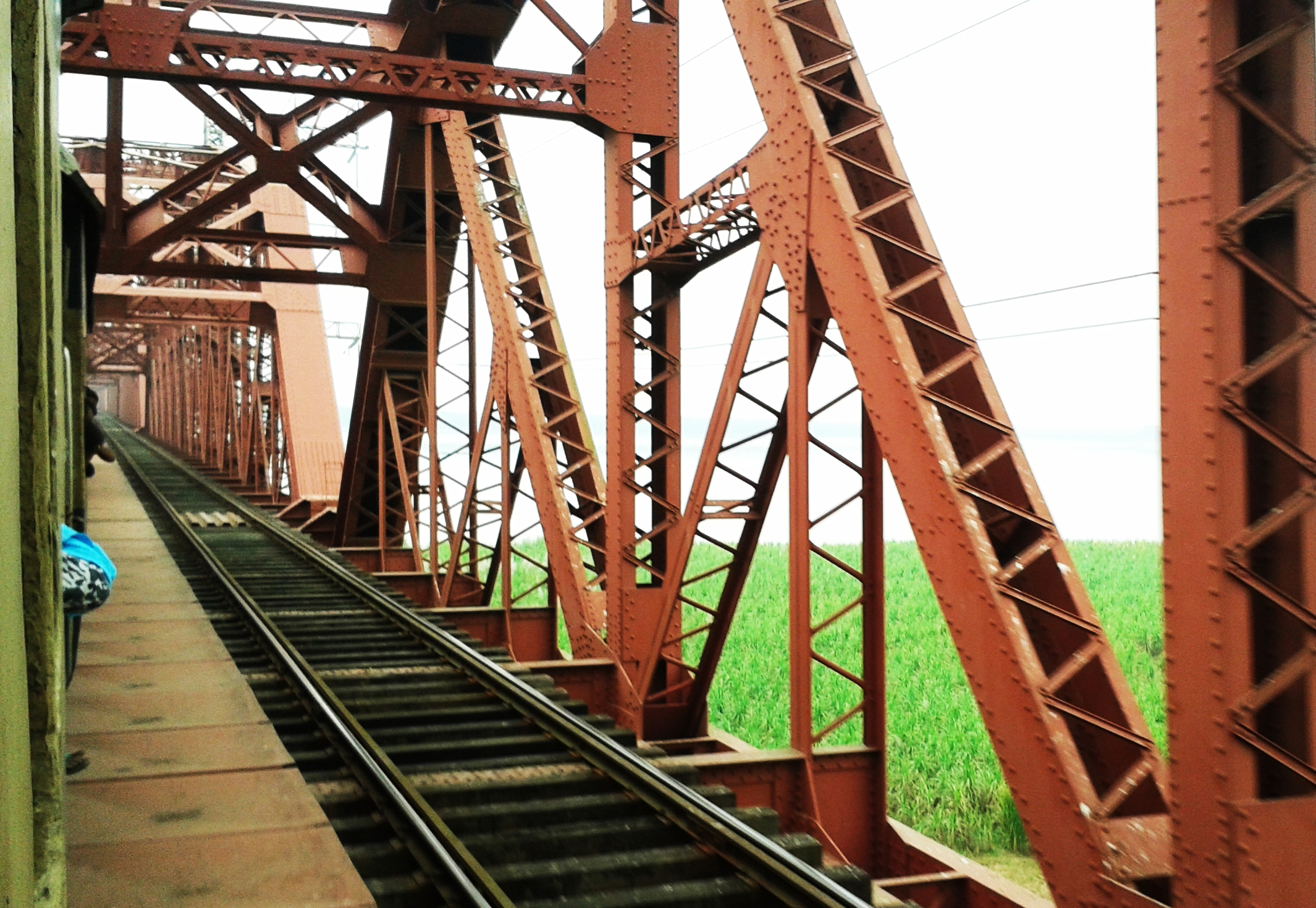